# 費瑄
費瑄（1435年—1498年），字仲玉，號復庵，江西鉛山横林（今河口鎮柴家村）人，祖籍湖廣永興（今湖北陽新），明朝政治人物，同進士出身。

## 生平
生于宣德十年乙卯七月八日。成化元年乙酉科江西鄉試舉人，十一年（1475年）登乙未科進士。工部觀政，多次奉差出使，最后赴蜀王府經營葬事。十五年（1479年）冬回京，授工部都水司主事，奉命往徐州督管吕梁洪。二十二年任满，遷兵部武选司主事，九月貴州都匀發生苗乱，升本司员外郎，奉命前往赞畫剿撫。
弘治元年（1488年）丁母憂守制，服闋，七年（1494年）起任兵部职方司郎中，参与平定白苗叛变。九年官至贵州布政司右参议，分守安南道，次年乞休。弘治十一年戊午六月十二日卒，享年六十四。

## 家族
父费应麒，贈奉训大夫兵部武选司员外郎，生五子：長费珣，字伯玉，號敏菴，景泰癸酉舉人；次费瑄，字仲玉；次费璠，字叔玉，以子费宏貴封翰林院修撰；次费玙，字季玉；次费瑞，字幼玉，成化癸卯舉人。
费瑄元配骆氏，侧室傅氏，生四子：長子费寅早卒；次子费宪继兄费珣後；次费宁、费官。孫费懋中、费懋和等。